# Bokikere, Hosadurga
Bokikere là một làng thuộc tehsil Hosadurga, huyện Chitradurga, bang Karnataka, Ấn Độ.